# Michelangelo (virus informático)
El virus Michelangelo es un virus informático descubierto por primera vez el 4 de febrero de 1991 en Australia. El virus fue diseñado para infectar los sistemas DOS, pero no involucraba o realizaba llamadas al sistema operativo. Michelangelo, como todos los virus boot sector, operaba a nivel BIOS. Cada año, el virus permanecía inactivo hasta el 6 de marzo, el cumpleaños del artista renacentista Michelangelo. No hay ninguna referencia al artista en el virus, y es dudoso que los desarrolladores del virus pretendieran establecer una conexión entre el virus y el artista. El nombre fue elegido por los investigadores que notaron la coincidencia de la fecha de activación. Se desconoce el significado real de la fecha para el autor. Michelangelo es una variante del ya endémico Stoned.[cita requerida]
El 6 de marzo, si la PC es una AT o una PS/2, el virus sobrescribe los primeros cien sectores del disco duro con datos nulos. El virus asume una geometría de 256 cilindros, 4 cabezas, 17 sectores por pista. Aunque toda la información del usuario aún estaría en el disco duro, sería irrecuperable para el usuario promedio.[cita requerida]
En los discos duros, el virus mueve el registro de arranque principal original al cilindro 0, cabeza 0, sector 7.
En disquetes, si el disco es de 360 KB, el virus mueve el sector de arranque original al cilindro 0, cabeza 1, sector 3.
En otros discos, el virus mueve el sector de arranque original al cilindro 0, cabeza 1, sector 14.
- Este es el último directorio de los discos de 1,2 MB.
- Este es el penúltimo directorio de los discos de 1,44 MB.
- El directorio no existe en discos de 720 KB.

Aunque está diseñado para infectar sistemas DOS, el virus puede interrumpir fácilmente otros sistemas operativos instalados en el sistema ya que, como muchos virus de su época, el Michelangelo infecta el registro de arranque maestro de un disco duro. Una vez que un sistema se infectaba, cualquier disquete insertado en el sistema (y escrito en él; en 1992, un sistema de PC no podía detectar que se había insertado un disquete, por lo que el virus no podía infectar el disquete hasta que se realizara algún acceso al disco) también se infecta inmediatamente. Y debido a que el virus pasa la mayor parte de su tiempo inactivo, activándose solo el 6 de marzo, es concebible que una computadora infectada pueda pasar años sin ser detectado, siempre y cuando no se haya arrancado en esa fecha.
El virus llamó la atención internacional por primera vez en enero de 1992, cuando se reveló que algunos fabricantes de computadoras y software habían enviado productos accidentalmente, por ejemplo, el servidor de impresión LANSpool de Intel, infectado con el virus. Aunque las máquinas infectadas se contaban solo por cientos, la publicidad resultante se convirtió en afirmaciones de «expertos», en parte lideradas por el fundador de la compañía antivirus John McAfee, de miles o incluso millones de computadoras infectadas por Michelangelo.